# Довгопол Наталія Олександрівна
Ната́лія Олекса́ндрівна Довгопо́л (нар. 28 лютого 1987, Бровари, Київська область) — сучасна українська письменниця, авторка романів «Шпигунки з притулку „Артеміда“», «Прокляте небо», «Мандрівний цирк сріблястої пані» та інших.

## Життєпис
Наталія Довгопол народилася у Броварах Київської області, зростала в Києві на Троєщині. У одинадцятому класі їздила на навчання до США за програмою міжнародних обмінів FLEX. Отримала червоний диплом за фахом «Туризм» Національного авіаційного університету, потім вивчала «Теорію та історію мистецтв» в аспірантурі НАКККіМ.
Тривалий час займалася історичною реконструкцією та театром. Є співзасновницею Театру історичного танцю «Al'entrada» (Київ), де була артисткою, організаторкою заходів і викладачкою в студії танцю. Разом із театром створювала танцювальні програми в стилістиці різних епох (від середньовіччя до українського модерну), співпрацювала з українськими музеями та відвідала з гастролями низку країн. Також працювала з дітьми та молоддю: викладала англійську мову, організовувала табори, вела краєзнавчі гуртки в Київському Палаці дітей та юнацтва.
Із 2018 року мешкає з чоловіком-греком у Афінах, де окрім написання книг займається громадською роботою. Зокрема, є активною членкинею Товариства підтримки та розвитку культурної спадщини «Трембіта», працювала в Інфоцентрі Об'єднаної української діаспори в Греції.
Наталія Довгопол є співавторкою спільноти «Фантастичні talk(s)», що об'єднує п'ятьох українських письменниць-фантасток.

## Творчість
Наталія Довгопол почала писати в дошкільному віці, перші публікації творів з'явилися в середній школі. У 2003 році її повість було відзначено спецвідзнакою Міжнародного конкурсу-фестивалю дитячої та юнацької журналістики «Прес-Весна на Дніпрових схилах». Кілька повістей було видано в електронному форматі, опубліковано у журналах «Планета легенд» та «Дніпро».
Свій перший виданий друком роман «Шпигунки з притулку „Артеміда“» письменниця написала за один місяць та подала на конкурс «Коронація слова — 2019». Твір отримав ІІ премію у категорії «Романи», у 2019 вийшов у видавництві «Vivat» та здобув низку літературних відзнак.
Наталія Довгопол пише книги для дорослих, а також старших (young adult) та молодших підлітків.

## Нагороди та відзнаки
Наталія Довгопол є лауреаткою Державної премії імені М. В. Гоголя та відзнак конкурсів «Коронація слова», «Еспресо. Вибір читачів», «Топ БараБуки». Її роман «Шпигунки з притулку „Артеміда“» увійшов до короткого списку премії «Навиворіт 2019» та короткого списку премії «Топ БараБуки 2020», повість «Привиди готелю „Едельвейс“» — до довгого списку премії «Топ БараБуки 2022», роман «Знайти країну амазонок» — до довгих списків премії «Книга року BBC — 2022».
Вибрані відзнаки та нагороди:
- 2019 — ІІ премія конкурсу «Коронація слова — 2019» у категорії «Романи» за книгу «Шпигунки з притулку „Артеміда“»[20]
- 2020 — Перемога у номінації «Література для підлітків» премії «Еспресо. Вибір читачів 2020» за книгу «Шпигунки з притулку „Артеміда“»[21]
- 2021 — Перемога у номінації «Підліткове фентезі» конкурсу «Топ БараБуки 2021» за книгу «Мандрівний цирк сріблястої пані»[22]
- 2021 — Відзнака «Міжнародний вибір» конкурсу «Коронація слова — 2021» за книгу «Знайти країну амазонок»[23]
- 2022 — Державна премія імені М. В. Гоголя за книгу «Мандрівний цирк сріблястої пані»[24]
- 2023 — Премія «Своя полиця» в категорії «Ілюзіоністи» за роман «Витязь і Вірлиця»[25]

### Романи
- 2019 — Шпигунки з притулку «Артеміда»
- 2019 — Прокляте небо (Та, що читала зорі)
- 2021 — Мандрівний цирк сріблястої пані
- 2021 — Шпигунки з притулку «Артеміда». Колапс старого світу
- 2022 — Знайти країну амазонок
- 2023 — Витязь і Вірлиця
- 2024 — Шпигунки з притулку «Артеміда». Скарби богині

### Повісті
- 2018 — Три хрестики Аліє
- 2018 — Дарована весна, або Відьма за чужим призначенням
- 2018 — Карпатська казка, або За десять днів до Купала
- 2021 — Куба-якої-не-було
- 2021 — Привиди готелю «Едельвейс»

### Дитяча література
- 2023 — Стешка, дочка винахідника

### Оповідання
- Повернення ясночолого бога // Дніпро. — 2009. — № 5. — С. 67-81.
- Шовковиця, або Щоденник інститутки на вакаціях // Звіяні вітром бездержавності. — Темпора, 2019. — С. 39-64. — ISBN 978-617-569-420-6.
- Ніна // Як тебе не любити… Коротка проза про сучасний Київ та киян. — Саміт-книга, 2019. — 166 с. — ISBN 978-966-986-106-1.
- Книжкова магія, потоковість сюжету та інтуїція // Анатомія письменниці. Як творити живі тексти. — Київ : Creative Women Publishing, 2021. — С. 62-79. — ISBN 978-617-95104-2-7.
- 2001. Справа про божевільну зі Старовокзальної // Агенція «Незалежність». — Навчальна книга — Богдан, 2021. — С. 116-126. — ISBN 978-966-10-6644-0.
- Damsel in distress, або Аліса в біді // Хроніки незвіданих земель. — Жорж, 2022. — С. 95-145. — ISBN 978-617-802-332-4.
- Голос у моїй голові // Легендарій дивних міст. — Ранок, 2023. — С. 58-104. — ISBN 978-617-098-105-9.
- Левке´ // Мотанка. — Віват, 2024. — С. 54-43. — ISBN 978-617-170-031-4.

### Переклади іншими мовами
- Французькою - Nataliуa Dovhopol. Levke = Левке / Viktoriya et Patrice Lajoye // Le Pont Arc an Ciel. — 2024. — С. 9-33.
- Польською
  - Natalia Dowhopol. Bajka o wampirze = Казка про опиря / Paweł Laudański (Tłumacz) // Nowa Fantastyka. — 2025. — № 5 (512).